# أرينا خاراغوا
أرينا جاراجوا (بالإنجليزية: Arena Jaraguá)‏ هي ساحة رياضية داخلية تقع في خاراغوا دو سول ، البرازيل. يتم استخدامه بشكل أساسي في كرة الصالات والكرة الطائرة. تبلغ سعة الملعب 15،000 شخص وتم بناؤه في عام 2007. يلعب مالوي / خاراغوا مبارياته على أرضه على الملعب. يو إف سي على إف إكس: بيلفورت ضد روكهولد في الساحة في 18 مايو 2013.